# Voalavo gymnocaudus
Voalavo gymnocaudus är en gnagare i underfamiljen Madagaskarråttor.
Vuxna exemplar är 80 till 90 mm långa (huvud och bål), har en 120 till 129 mm lång svans och en vikt av 17 till 25,5 g. Den mjuka och tjocka pälsen på ovansidan är grå och den blir mer brunaktig fram till sidorna och på axlarna. På undersidan förekommer nästan vit päls med några ljusgråa hår. Svansen ser naken ut och den har en grå ovansida samt en vit undersida. Fötterna bakre delar har en gråbrun färg och tårna är vita. Antalet spenar hos honor är sex.
Denna gnagare lever i Marojejy nationalpark och i angränsande bergstrakter på norra Madagaskar.  Regionen ligger 1300 till 1950 meter över havet. Arten lever där i ursprungliga fuktiga bergsskogar.
Antagligen sover individerna på dagen i jordhålor. De klättrar under natten på träd och på smala klätterväxter. En doftkörtel på hanens bröst har troligtvis betydelse för fortplantningen. Såvida känd föds två ungar vid slutet av den torra perioden.
Det kända utbredningsområdet ligger i en skyddszon. Därför listas arten av IUCN som livskraftig (LC).